# Julio Pichardo
Julio Pichardo (ur. 10 stycznia 1990) – kubański piłkarz występujący na pozycji bramkarza.

## Kariera klubowa
Julio Pichardo występuje w pierwszej lidze kubańskiej FC Las Tunas.

## Kariera reprezentacyjna
Do reprezentacji Kuby Pichardo został powołany w 2011 na Złoty Puchar CONCACAF.